# U-630
Unterseeboot 630 foi um submarino alemão do Tipo VIIC, pertencente a Kriegsmarine que atuou durante a Segunda Guerra Mundial.

## Comandantes
| Comandante           | Data                                   |
| -------------------- | -------------------------------------- |
| Oblt. Werner Winkler | 9 de julho de 1942 - 6 de maio de 1943 |

## Subordinação
Durante o seu tempo de serviço, esteve subordinado às seguintes flotilhas:
| Período                                  | Flotilha                                  |
| ---------------------------------------- | ----------------------------------------- |
| 9 de julho de 1942 - 31 de março de 1943 | 5. Unterseebootsflottille (treinamento)   |
| 1 de abril de 1943 - 6 de maio de 1943   | 3. Unterseebootsflottille (serviço ativo) |

## Operações conjuntas de ataque
O U-630 participou das seguinte operações de ataque combinado durante a sua carreira:
- Rudeltaktik Löwenherz (1 de abril de 1943 - 10 de abril de 1943)
- Rudeltaktik Lerche (10 de abril de 1943 - 15 de abril de 1943)
- Rudeltaktik Specht (22 de abril de 1943 - 4 de maio de 1943)
- Rudeltaktik Fink (4 de maio de 1943 - 6 de maio de 1943)